# Calycanthaceae
Calycanthaceae é uma família de plantas dicotiledóneas da ordem Laurales.

## Gêneros
Calycanthus,L.; Chimonanthus; Idiospermum (1 sp.); Sinocalycanthus